# Hipersensibilidad de tipo IV
Una reacción de hipersensibilidad de tipo IV también conocida como reacción de hipersensibilidad retardada es un tipo de reacción de hipersensibilidad que puede tardar de dos a tres días en desarrollarse. A diferencia de los otros tipos, no se encuentra mediada por anticuerpos, siendo en cambio un tipo de respuesta mediada por células.
Las células T cooperadoras reconocen los antígenos presentados sobre los complejos mayores de histocompatibilidad tipo 2. Las células presentadoras de antígenos, en este caso son macrófagos que secretan interleucina 12, la cual estimula la proliferación posterior de otras células T CD4+. Estas células CD4+ secretan interleucina 2 e interferón gamma, conduciendo a la liberación posterior de otros tipos de citocinas de tipo 1, mediando de esta forma la respuesta inmune. Las células T citotóxicas CD8+ activadas destruyen a las células diana por contacto, mientras que los macrófagos activados producen enzimas hidrolíticas y, en presencia de ciertos patógenos intracelulares, se transforman en células gigantes multinucleadas.

## Ejemplos
| Enfermedad | Antígeno Diana                                                                              | Efectos                                                                                 |
| --- | ------------------------------------------------------------------------------------------- | --------------------------------------------------------------------------------------- |
| Diabetes mellitus tipo I                                                                                        | Proteínas de las células beta del páncreas (posiblemente insulina, Glutamato decarboxilasa) | - Insulitis - Destrucción de células beta                                               |
| Esclerosis múltiple                                                                                             | Proteínas de los oligodendrocitos (proteína básica de la mielina)                           | - Enfermedad desmielinizante - Inflamación perivascular - Parálisis - Lesiones oculares |
| Artritis reumatoide                                                                                             | Antígenos en la membrana sinovial (posiblemente colágeno tipo II)                           | - Artritis crónica - Destrucción del cartílago y hueso articular                        |
| Algunas neuropatías periféricas                                                                                 | Antígenos de la Célula de Schwann                                                           | - Neuritis - Parálisis                                                                  |
| Tiroiditis de Hashimoto                                                                                         | Antígeno de la Tiroglobulina                                                                | - Hipotiroidismo - Bocio - Timitis folicular                                            |
| Enfermedad de Crohn                                                                                             | Desconocido                                                                                 | - Inflamación crónica del Íleon y colon                                                 |
| Dermatitis de contacto                                                                                          | Químicos ambientales, p.Ej. Hiedra venenosa, níquel                                         | - Dermatitis usualmente con sensación urente en la zona de aplicación                   |
| test de Mantoux* (diagnóstico)                                                                                  | Tuberculina                                                                                 | - Induración de la piel indica exposición a TBC                                         |
| A menos que se especifique en cada celda, la referencia por defecto es: * - El test de Mantoux no fue tomado de |                                                                                             |                                                                                         |

La fisiopatología de la reacción de tuberculina se suele explicar de la siguiente manera: las micobacterias de TBC son fagocitadas por los macrófagos luego de ser identificadas como foráneas, pero debido a un mecanismo de peculiar de autoconservación de las mismas estas son capaces de bloquear la fusión del fagosoma en el cual se encuentran incluidas con los lisosomas, de esta forma las enzimas hidrolíticas no llegan a la vesícula fagocítica y la micobacteria no puede ser destruida. De modo que continúa existiendo y replicándose dentro de las células inmunes que fueron designadas para destruirla. Luego de un par de semanas, de alguna manera (por un mecanismo que aún no ha sido explicado), el sistema inmune se exalta y bajo el estímulo de IFN-gamma, los macrófagos se vuelven capaces de matar a las micobacterias promoviendo la formación de fagolisosomas y radicales de óxido nítrico. Sin embargo, estos macrófagos hiperactivados secretan TNF, que actúa como agente quimiotáctico reclutando múltiples monocitos. Esta células se diferencian a histiocitos epiteloides amurallando a las células infectadas, pero causando en el proceso un grado significativo de inflamación y daño tisular.
Algunos otros ejemplos clínicos son:
- Arteritis de células gigantes
- Tiroiditis de Hashimoto
- Algunos de los síntomas de la lepra
- Algunos de los síntomas de la tuberculosis
- Enfermedad celíaca
- Enfermedad de injerto contra huésped[2]
- Rechazo crónico de trasplante